# Guglielmo Garroni
Guglielmo Garroni (auch William Garroni oder Bill Garroni; * 17. Januar 1924 in Rom; † 15. Mai 2002 in Wädenswil, Schweiz?) ist ein italienischer Kameramann und Filmregisseur.

## Leben
Garroni kam durch seinen Bruder Romolo in Berührung mit der Filmindustrie und begann 1948 als Kameraassistent, oft für Gábor Pogány. 1954 drehte er als Chefkameramann einige Filme, wanderte im Folgejahr allerdings in die Vereinigten Staaten aus. Ende der 1960er Jahre kehrte er zurück und drehte einen nahezu unveröffentlicht gebliebenen Film, Hano ucciso un altro bandito, den er auch produzierte. Danach trat er als Kameramann unter dem anglisierten Vornamen William noch für zwei große US-amerikanische Produktionen in Erscheinung sowie als ausführender Produzent einiger erfolgreicher Filme, so beispielsweise Horror Infernal.
Filmproduzent Andrew Garroni ist einer seiner beiden Söhne.

## Filmografie (Auswahl)
- 1967: A Year Toward Tomorrow (Dokumentar-Kurzfilm)
- 1969: Spezialkommando Wildgänse (Appuntamento con il disonore)
- 1969: People Soup (Kurzfilm)
- 1976: Hanno ucciso un altro bandito (auch Regie, Produktion)
- 1981: Das Rollover-Komplott (Rollover)